# Kanadsko-irské vztahy
Kanadsko-irské vztahy jsou vzájemné mezistátní vztahy mezi Kanadou a Irskem. Kanada a Irsko se těší vzájemným přátelským vztahům, jejichž význam se projevuje soustředěním na společnou historii a vzájemnou příbuznost vytvořenou irskou imigrací do Kanady. Zhruba 4 milióny Kanaďanů mají irské předky, čili přibližně 14 % kanadského obyvatelstva.

## Dějiny diplomatických vztahů
Před rokem 1922 bylo Irsko legálně považováno za součást Spojeného království Velké Británie a Irska a proto obě země neměly jiné vzájemné mezinárodní vztahy než ty mezi Kanadou a Británií. V letech 1922 až 1937 byl Irský svobodný stát britským dominiem, stejně jako Kanada, samosprávný pod britskou korunou. Kanada vyslala svého prvního vysokého komisaře do Irska, Johna Halla Kellyho, v roce 1929. To bylo v čase, kdy Británie nepovolovala Kanadě mít ambasády ve většině států a britský zástupce v Irsku neměl svolení užívat titulu vyslanec.
Roku 1937 změnilo Irsko svou ústavu a udělilo si v ní úplnější nezávislost na Británii, nicméně tu zůstávala jistá obojakost v chápání role Koruny v irském právu.
V roce 1948 byl na návštěvě Kanady taoiseach (první ministr) Irska, John A. Costello, když zde ohlásil, že se Irsko prohlásí republikou. Důvod, proč si vybral k oficiálnímu ohlášení právě Kanadu je předmětem diskuse. Je dosti možné, že to bylo proto, že Costello byl uražen nevhodným chováním generálního guvernéra Kanady, Harolda Alexandra, jenž byl severoirského původu a který zřejmě umístil na stůl symboly Severního Irska, především zmenšenou repliku slavného děla, Hřmící Megy (Roaring Meg), používaného při obléhání Derry, před dotčeného Costella k příležitosti státnické večeře. Co je jisté, že již předešlá domluva, při níž bylo předem navržen přípitek na krále (symbolizujícího Kanadu) a na prezidenta (zastupujícího Irsko), byla porušena. Byl totiž navržen pouze přípitek na krále, což irskou delegaci rozzuřilo. Krátce poté ohlásil Costello plán vyhlásit Irskou republiku. Byla nabízena i jiná vysvětlení pro tuto anonci právě v takovém čase, včetně myšlenky, že změna již byla naplánovaná a jedny irské noviny o ní již měly článek nachystaný ke zveřejnění (an Irish newspaper was about to "break" the story). Ať už byl důvod jakýkoliv, zákon o vyhlášení Republiky Irsko (Republic of Ireland Act 1948) brzy prošel s podporou ode všech politických stran.
V nedávných časech Kanada aktivně podporovala mírový proces v Severním Irsku, jak bylo symbolizováno jmenováním bývalého kanadského náčelníka generálního štábu Johnem de Chastelainem do čela nezávislé mezinárodní komise Independent International Commission on Decommissioning.

## Migrace
Zhruba 14 % kanadských občanů se hlásí k irskému původu, což napomohlo vypěstovat silný vzájemný vztah založený na blízké kulturní spřízněnosti, podpoře a spolupráci v rámci společných organizací. Kanada a Irsko sdílí také zeměpisné spojení, blízkost vnímanou téměř jako vzdálené vzájemné hraničení dvou sousedních států prostřednictvím severní části Atlantského oceánu.

## Obchod
Irsko je 5. největší příjemce přímých kanadských investic s výší přímých investic dosahující k roku 2001 7,4 miliardy kanadských dolarů.